# Tianguis

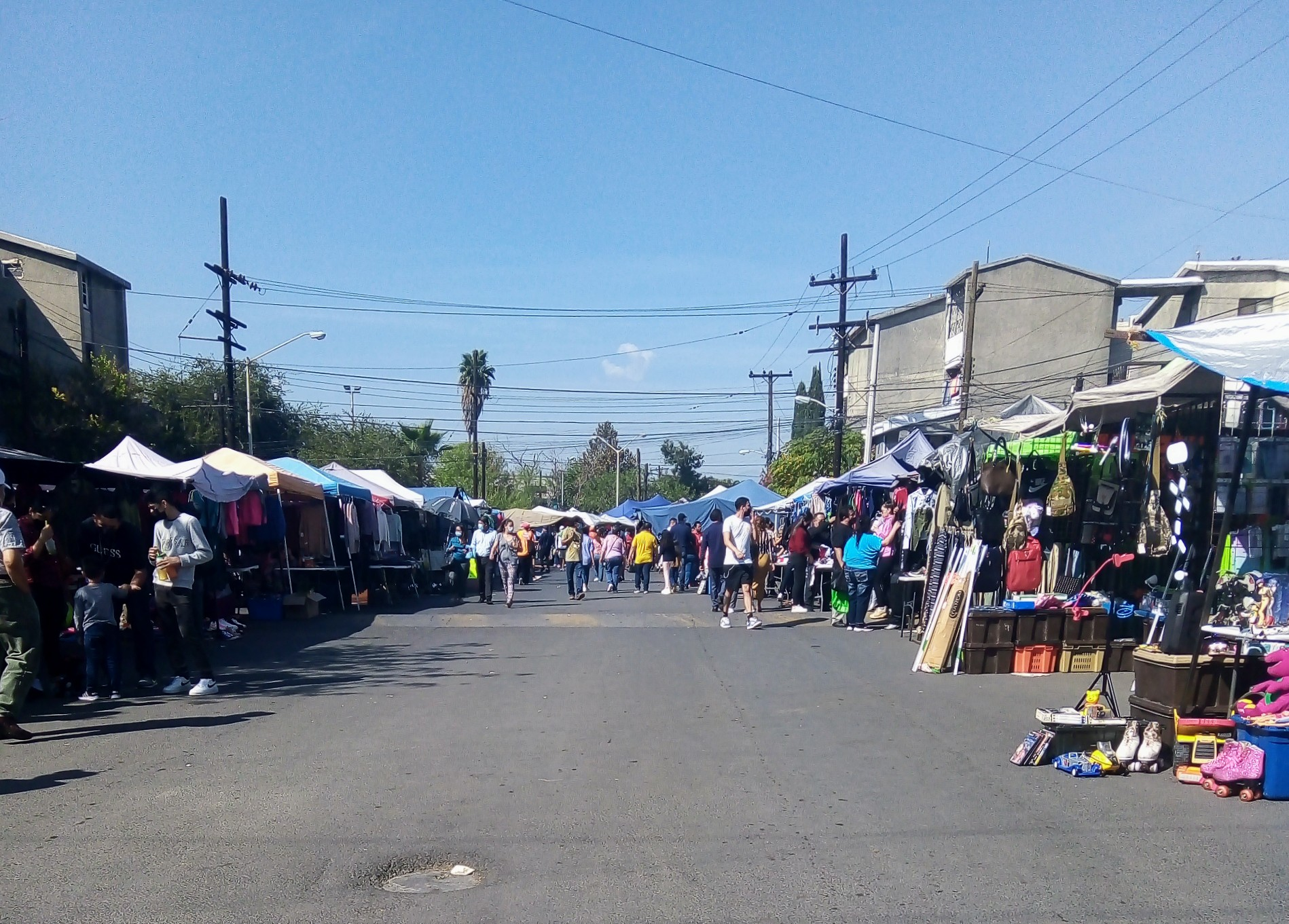
Tianguis cerca del centro de Monterrey, Nuevo León.

Tianguis (del náhuatl: tiankistli, 'mercado') es el mercado tradicional de origen mexicano que ha existido en Mesoamérica desde la época prehispánica y que ha ido evolucionando en forma y contexto social a lo largo de los siglos. 
En otros países ha recibido diversos nombres; por ejemplo en España, particularmente en Andalucía, se lo conoce como rastro o mercadillo. En los Estados Unidos adopta el nombre de flea market (mercado de pulgas). En Costa Rica, se les conoce como tilicheras (en desuso) o mercado de pulgas, remates o ferias del agricultor (si son alimentos). En el Perú, se le conoce como cachina, en Argentina y Chile, se le denomina feria, feria de las pulgas(mayormente esta denominación se usa para las ferias donde se venden artículos de segunda mano) o persa, debido a la similitud en su organización al mercado persa. 
La herencia de los tianguis es una mezcla de las tradiciones mercantiles de los pueblos prehispánicos de Mesoamérica como el nahua, y de los bazares del Medio Oriente llegados a América vía España. Los tianguis se caracterizan por ubicarse de manera semifija en calles y en días designados por usos y costumbres, variando estos en cada población, en los que la comunidad local adquiere diversos productos, desde alimentos y ropa, hasta electrodomésticos. Normalmente, se ponían cada cinco días.

## México prehispánico
En el siglo XV, en el México prehispánico, el tianguis se establecía en períodos determinados durante los cuales se reunían los vendedores de los pueblos de los alrededores para ofrecer sus productos en una plaza. El tianguis se establecía en ciudades que tenían importancia, entre los cuales se encontraban los mercados de Huejotzingo, Tenochtitlán, Texcoco, Tlaxcala y Xochimilco. 

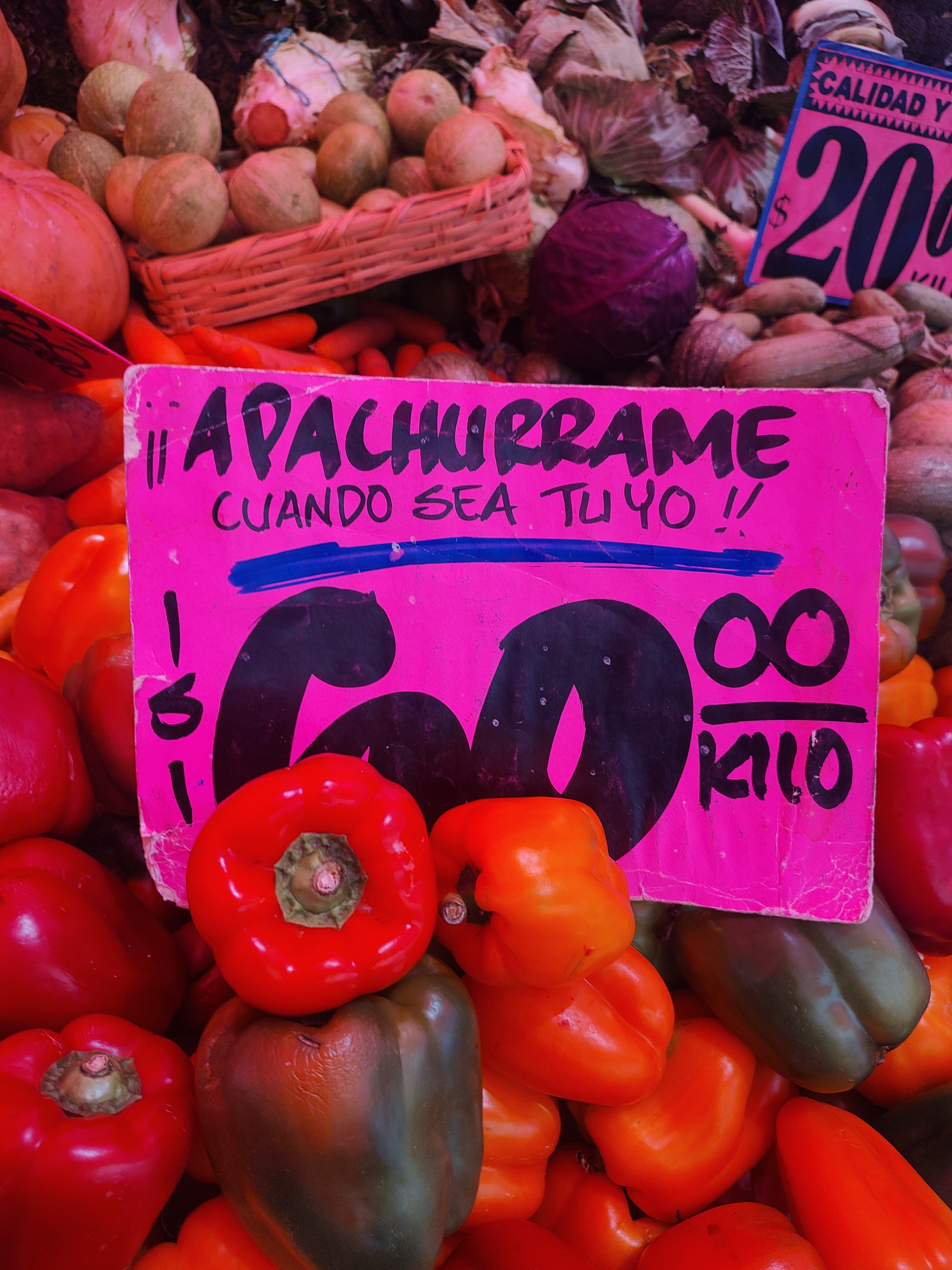
Letrero tradicional rotulado en un tianguis en Ciudad de México.

Los tianguis se encontraban ordenados de tal manera que formaban calles, ya que se encontraban alineados a lo largo y ancho de la plaza para que pudieran transitar los mercaderes y mercantes (marchantes); se organizaban de a cuerdo a su especialidad, en ellos se podría encontrar todo tipo de alimentos, desde los básicos hasta los más exóticos, así mismo, se podía encontrar esclavos (Mercado de Tlatelolco).
Aproximadamente 50 000 personas concurrían para comprar o vender diversos productos que se agrupaban por calles: verduras, hierbas medicinales, frijol, maíz, algodón, aves, peces, obsidiana, loza, hachas y minerales. 
"Tiene esta ciudad muchas plazas, donde hay continuos mercados y trato de comprar y vender. Tiene otra plaza tan grande como dos veces la ciudad de Salamanca, Guanajuato, toda cercada de portales alrededor, donde hay cotidianamente arriba de sesenta mil ánimas comprando y vendiendo; donde hay todos los géneros de mercaderías que en todas las tierras se hallan, así de mantenimientos como de vituallas, joyas de oro y de plata, de plomo, de latón, de cobre, de estaño, de piedras, de huesos, de conchas, de caracoles y de plumas; vendese tal piedra labrada y por labrar, adobes, ladrillos, maquila labrada y por labrar de diversas maneras".
También había jueces para impartir justicia en los tratos comerciales que vigilaban los productos. Las transacciones se efectuaban principalmente mediante el trueque o mediante semillas de cacao, como dinero mercancía.
En las crónicas de Indias del siglo XVI, Díaz del Castillo en Historia verdadera de la conquista de la Nueva España, Hernán Cortés en sus cartas de relación y Francisco López de Gómara en Historia general de las Indias incluyen amplias descripciones de los tianquiztlis de México-Tenochtitlan:

..."Llaman tianquiztli al mercado. Cada barrio y parrocha tiene su plaza para contratar el mercado. Mas México y Tlatelulco, que son los mayores las tienen grandísimas. Especial lo es una de ellas, donde se hace mercado los más días de la semana; pero de cinco en cinco días es lo ordinario, y creo que la orden y costumbre de todo el reino y tierras de Moctezuma. La plaza es ancha, larga, cercada de portales, y tal, en fin, que caben en ella sesenta y aun cien mil personas, que andan vendiendo y comprando; porque como es la cabeza de toda la tierra, acuden allí de toda la comarca, y aún lejos.  Y más todos los pueblos de la laguna, a cuya causa hay siempre tantos barcos y tantas personas como digo, y aún más"...
Historia general de las Indias, Francisco López de Gómara.

## Mercado de Tlatelolco
El mercado de Tlatelolco se encontraba ubicado al noroeste del Templo Mayor de Tenochtitlán, en el cual había cientos de pochtecas que hacían artesanías y trabajaban en sus talleres. Para poder realizar los pagos no se tenían monedas y por eso se realizaba un método de pago conocido como trueque (intercambio de productos). Todos los intercambios de productos ayudaban a enriquecer la variedad de insumos en las cocinas e ir influyendo en las formas de comer de cada pueblos debido a que venían de diferentes regiones. La primera moneda-mercancía fueron los granos de cacao de menor calidad.
Las mujeres estaban muy presentes, ya que muchas se dedicaban a vender comida preparada (platillos) para quien así los requería. "Cuando llegamos a la gran plaza, que se dice el Tlatelulco, como no habíamos visto tal cosa, quedamos admirados de la multitud de gente y mercaderías que en ella había (...) mercaderías de oro y plata y piedras ricas y plumas y matas y cosas labradas, y otras mercaderías, esclavos y esclavas, que se traían tanto de Guinea los cuales eran atados en unas varas largas, con collares al cuello evitando que estos escaparan.

## En la actualidad

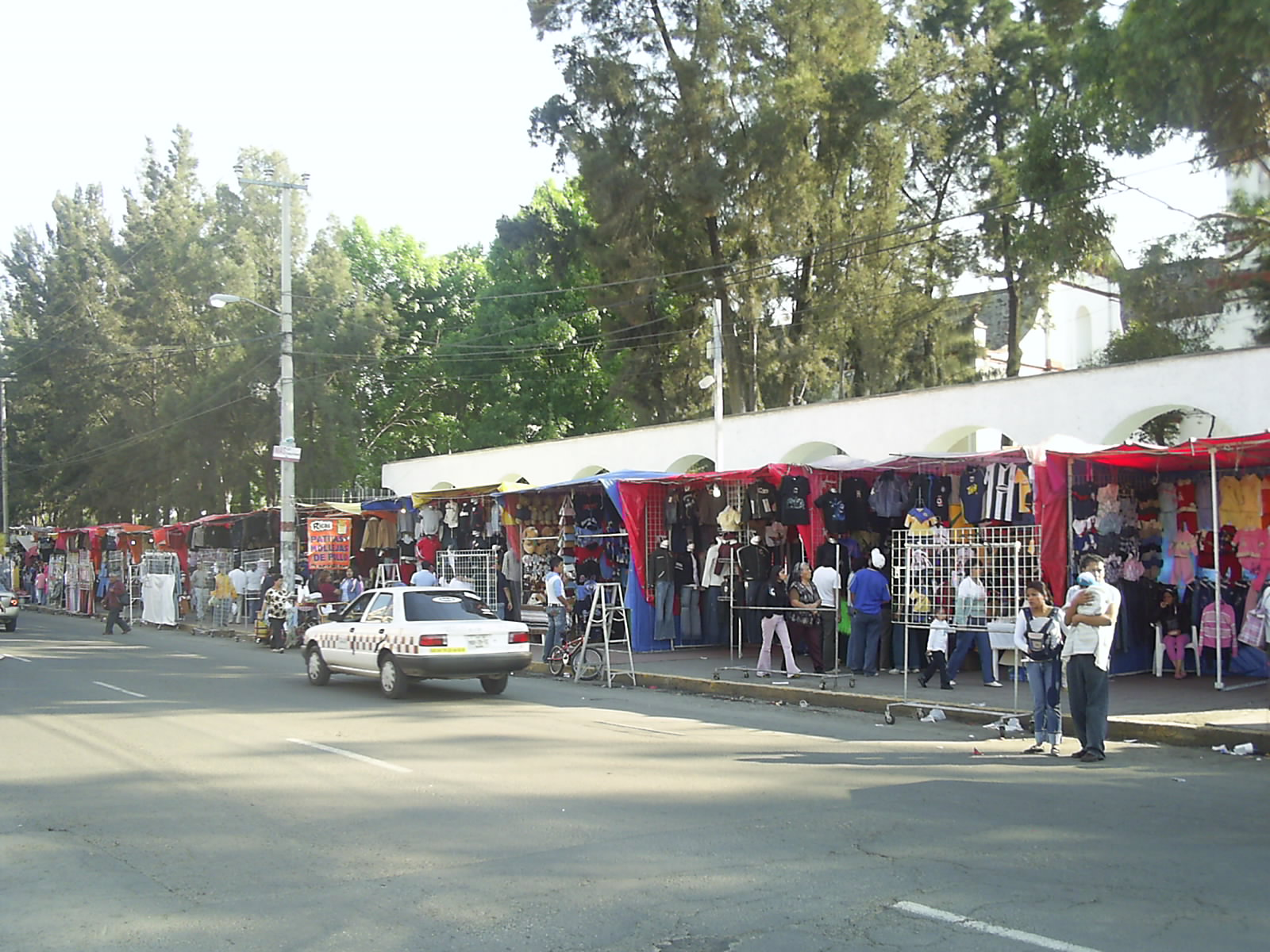
Tianguis en San Cristóbal Ecatepec, Estado de México.

El tianguis más antiguo del país (y posiblemente de toda América) esta en la población de Chilapa, Guerrero, teniendo aproximadamente 600 años de antigüedad, por lo que fue un gran centro de comercio y el más antiguo de que se tiene registro en el continente americano. Actualmente, este tianguis se instala los domingos con un área aproximada de cinco kilómetros cuadrados.
Hoy en día, tianguis es el mexicanismo utilizado para designar un mercadillo público mexicano ambulante (o no fijo) que se instala en las calles de una ciudad. Es conocido, en algunos lugares del norte de México, como mercado sobre ruedas. Se dice que el tianguis más grande del Latinoamérica se encuentra en la Colonia San Felipe de Jesús, al norte de la Ciudad de México. Por su enorme dimensión destaca también el tianguis El Baratillo, en Guadalajara, Jalisco. Otros de los tianguis más populares y grandes son el del barrio de Tepito de la Ciudad de México, el de "Las Vías" en San Luis Potosí, en la zona de La Raza, el de autopartes y chácharas de El Salado en Iztapalapa, el de la sección Bosques de la colonia Jardines de Morelos, y el tianguis dominical de la colonia Ampliación Tulpetlac en el municipio de Ecatepec, Estado de México y el tianguis artesanal de Tonalá, Jalisco.
Durante el periodo colonial mexicano, la tradición prehispánica de concentrar el intercambio de bienes y servicios en las plazas públicas se fusionó con la tradición europea de mercado. El mercado en México es muy eficiente por la gran variedad de productos que se puede encontrar en ellos, ya que se puede adquirir mercancía que se acopla a la clase baja, hasta centros comerciales que ofrecen productos de la más alta calidad y que son reconocidas por su marca, y que no solo generan un gran negocio para la nación, sino también fuente de trabajo para muchas familias. 
En algunos mercados o tianguis sobre ruedas principalmente los de ciudades fronterizas que son conocidos como “las pulgas”, “tiradero” o “yunques” se encuentran también artículos de lujo como cosméticos, perfumería, telefonía, ropa, muebles, electrónica, etc., a precios muy accesible toda vez que estos lugares han servido para venta de productos sin pago de impuestos y no existe una materia que los controle.

## Productos adquiribles
Consta de decenas o centenas de puestos individuales que expenden frutas, verduras, especias y otros alimentos de la temporada. Normalmente se venden otros muchos productos como telas, ropa, medicamentos tradicionales o hierbas medicinales, flores, animales vivos para ser mascotas, o para el sacrificio y posterior consumo. 
Los tianguis de mayor tradición normalmente son muy coloridos, como puede observarse en ciertas obras de pintores mexicanos como Diego Rivera o Rufino Tamayo, ya que tanto las mantas que se emplean para cubrir los puestos del sol, como las flores, frutas, especias, etcétera, son muy variadas. También es común que los tianguis sean frecuentados por conjuntos musicales tradicionales, por lo que resultan ser un vivo exponente de la tradicional cultura mexicana.

## Algunos Tianguis en México

### Tianguis de Guadalajara, Jalisco
- Tianguis del Baratillo (domingos), ubicado en las calles Juan R. Zavala (calle 38) entre Gómez Farías y Puerto Melaque hasta la Calzada Juan Pablo II, abarca 4 colonias (Oblatos, San Felipe de Jesús, El Mirador y Santa María) conocido por ser el segundo tianguis más largo a nivel nacional pues mide 6.7 km su instalación empieza desde las 6:00 de la mañana y termina hasta las 3:30 de la tarde, en él se puede encontrar de todo (ropa nueva, usada, zapatos, tenis, herramienta, discos y DVD originales, piratas, juguetes, artículos de limpieza, comida desde tacos hasta menudo, cremería, videojuegos, fruta, verdura, motos, bicicletas, artesanías, refacciones y muebles). El Baratillo era famoso por vender animales vivos, dicha venta fue prohibida en 2016, ya que rumoreaba de que eran maltrados, actualmente solo se puede encontrar juguetes y comida para perros y gatos en dicha zona. Sin embargo, fue suspendido parcialmente el domingo 22 de marzo solo operando al 35%, posteriormente todo el mes de abril operó entre el 5 % y el 25 %, los domingos 7, 21 de junio y 30 de agosto fue suspendido en su totalidad ya que se realizó el ejercicio de alternancia, también durante el botón de emergencia los domingos 1 y 8 de noviembre para evitar la propagación de contagios durante la pandemia de COVID-19. Actualmente, opera de manera normal con estrictos filtros sanitarios.

- Tianguis Artesanal de Tonalá (solo domingos) se instala desde las 7:00 de la mañana hasta las 4:00 de la tarde, ubicado sobre la Avenida Tonaltecas y algunas calles del centro de Tonalá, Jalisco, ofrece al público una variedad de productos, principalmente artesanías, artículos de decoración, muebles, vidrio soplado, recuerdos y dulces. Aunque recientemente se pueden ver puestos de comida y lamentablemente de piratería. Este tianguis tiene una herencia prehispánica ya que era un área de trueque entre los tonaltecas y los habitantes de pueblos vecinos. Hoy en día el tianguis es conocido tanto nacional como mundialmente, y tanto artesanos y comerciantes ponen sus puestos con artesanías realizadas en talleres familiares e industriales que se encuentran en la zona, fue suspendido durante 2 meses es decir desde el 2 de abril hasta el 7 de junio de 2020 y durante los domingos 1 y 8 de noviembre de 2020 debido a la pandemia de COVID-19. Actualmente, desde el 17 de septiembre opera los jueves y domingos con sus medidas y filtros sanitarios.

- Tianguis de Medrano (viernes), también conocido como el de la 66 o el de la noche, este tianguis se especializa en ropa tanto nueva como usada y además de paca americana mucha gente viene de otros estados a vender, aunque también se vende de todo este tianguis es único en Occidente pues se instala desde las 11:00 de la noche del jueves y acaba hasta las 4:00 de la tarde del viernes sobre la calle Salvador García Diego (calle 66) entre Artes y Álvaro Obregón, aunque los miércoles se hace en la calle Edisón (calle 50) entre Medrano y Gigantes solo que se instala desde las 2:00 de la mañana hasta las 3:00 de la tarde. Se ofrece lo mismo que el del viernes, sin embargo el tianguis de la 66 fue suspendido desde el 3 de abril hasta el 5 de junio ya que el tianguis estaba en la categoría de No esenciales, no obstante desde el 10 de abril hasta el 5 de junio solo operó con 5 puestos esenciales de comida y fruta en la calle Salvador García (66) y 12 de Octubre, actualmente opera con estrictos protocolos sanitarios y en horario de 0:00 h a 14:00 h, aunque durante los viernes 6 y 13 de noviembre de 2020 operará de 7:00 a 15:00 h debido al botón de emergencia.

- Tianguis Alcalde (miércoles), ubicado en pleno Centro de Guadalajara en las calles Herrera y Cairo entre Humboltd y alcalde, este tianguis fue suspendido desde el 1 de abril hasta el 26 de mayo ya que estaba en la categoría de no esenciales y posteriormente para los miércoles 23 de julio y 16 de septiembre le tocaría hacer el ejercicio de alternancia para evitar la propagación de COVID-19.

- Tianguis de Polanco (miércoles y domingos), ubicado en la calle Longinos Cadena (calle 7) desde Av. Colón hasta Bartolomé Gutiérrez en la Colonia Echeverría, es considerado el tercer tianguis más largo de la ciudad mide 1.80 km, para llegar a él tomar cualquier camión del Centro que vaya por 8 de julio o si bien tomar la Línea 1 del Tren Ligero hasta la estación Isla Raza, en temporada navideña esta instala durante semana antes de Navidad desde las 10:00 de la mañana hasta las 9:00 de la noche.

- Tianguis Cultural (sábados), ubicado en la Plaza Juárez enfrente del Parque Agua Azul y la Clínica 1 del IMSS, a partir de las 9:00 de la mañana y hasta las 5:30 de la tarde se instala el tianguis preferido de los jóvenes y las tribus urbanas quienes encuentra su espacio y punto de reunión para libre expresión de sus ideas. Este tianguis ofrece artículos de colección, prendas de vestir para todos los gustos, libros, conciertos de rock, hasta rituales místicos, desde el 21 de marzo hasta el 30 de mayo, posteriormente el 8 de agosto y después los días 31 de octubre y 7 de noviembre estuvo cerrado al público para evitar contagios de COVID-19.

- Tianguis de San Juan Bosco (sábado), ubicado en el barrio de San Juan Bosco al oriente de la ciudad en la calle Ignacio Machain entre República y Pablo Valdez este tianguis se ofrece ropa de paca americana, calzado nacional, además de fruta de temporada y antojitos mexicanos se instala todos los sábados desde las 7:00 de la mañana hasta las 3:30 de la tarde, desde el 4 de abril hasta el 13 de junio estuvo suspendido casi en su totalidad solo operando pocos puestos frente al mercado siendo el 4 de abril cuando fue suspendido por primera vez en su historia en su totalidad, posteriormente el sábado 29 de agosto debido al ejercicio de alternancia y durante el botón de emergencia (31 de octubre y 7 de noviembre) debido a la pandemia de COVID-19.

- Tianguis Lagos de Oriente (sábado), ubicado a tan solo 3 cuadras del Templo de la Luz del Mundo, este tiene la fama de ser el segundo más largo mide 2.2 km su instalación empieza desde las 6:00 de la mañana y termina a las 4:00 de la tarde sobre las calles Congreso y Telegrafistas hasta la Estación Aurora de la línea 2 del Tren Ligero, en él se ofrece prácticamente de todo, fue suspendido los sábados 11 de julio, 12 de septiembre por ejercicio de alternancia y durante los días 31 de octubre y 7 de noviembre debido al botón de emergencia.

### Tianguis de Celaya, Guanajuato
Como cada ciudad adopta tradiciones diferentes, en la ciudad de Celaya, Guanajuato, la tierra de la cajeta y de la bola de agua; los tianguis se reconocen por el día en que se realizan más que por su ubicación geográfica del municipio, ya que en cualquiera se puede encontrar lo que se vende en el otro.
- El tianguis de los lunes. Muy cercano a la central de autobuses, se llega fácil por la calle de Guadalupe Victoria que colinda con el Bulevar Adolfo López Mateos de la ciudad. Este tianguis a diferencia de los otros está delimitado y puesto en un terreno especial para este, junto a un mercadito. En él puedes encontrar: mucha ropa intima, comida corrida, tacos, ropa nueva y usada, zapatos, chicharrón, gorditas y tortas.

### Tianguis El Salado en Ciudad de México y Estado de México
Este tianguis se instala los días miércoles de cada semana, su instalación comienza desde las 3 a. m. y termina como a las 5 p. m., este tianguis los días miércoles es cuando alcanza su mayor dimensión, se ubica entre la delegación Iztapalapa y municipio de Nezahualcóyotl, su extensión abarca desde la salida de la estación del Metro Acatitla hasta el Faro de Oriente. Se levanta entre las calles de Calz. Ignacio Zaragoza, sigue por la Avenida Octavio Paz que es donde es más amplio porque se extiendo sobre toda la Avenida y continua por la Av. Texcoco, entre los límites de la Ciudad de México y el Estado de México, finalmente da la vuelta sobre la Avenida Paulino Martínez para volver a encontrarse con Calz. Ignacio Zaragoza.
Entre los artículos que más se venden son las prendas tanto nuevas como usadas son: jeans, vestidos, trajes completos, ropa de marca y ropa maquilada en México y ropa maquilada en China, lo segundo que hace peculiar a este tianguis es que se comercializa en gran cantidad las auto partes, aunque como en todos los tianguis puede haber partes ilegales también hay quienes venden sus auto partes con factura original, lo tercero que puede uno encontrar son los equipos de computación, como son LAPTOPS, PC´s de escritorio de marca o genéricas, Servidores, etc., hay mucha gente que va a chacharear y puede encontrar piezas de colección nuevas o usadas, existe el rumor que alguna vez una persona compró una charola de plata fina en este tianguis y la adquirió a precio de muy económico.
La comida es muy variada, puedes hallar puestos de quesadillas, de tacos de carnitas, de mariscos y de tomar hay puestos de pulque, cerveza de raíz o cerveza de malta. Como en todos los tianguis, hay personas que pagan por un espacio a las sociedad de tianguis y otra parte a la autoridad. En los últimos años, se han implementando la instalación de muchas vallas de seguridad, hay personal de al SSP en cada esquina y dando amplios rondines para verificar la autenticidad de la mercancía y para la seguridad de las personas que lo visitan. Este tianguis recibe aproximadamente 3 a 4 mil visitas diarias en promedio y su derrama económica es muy alta, por ello es uno de los más conocidos en el Valle de México.

### Tianguis de Chimalhuacán, en el Estado de México
Los tianguis en el municipio de Chimalhuacán, son importantes para la comunidad porque generan fuentes de empleo, ya sea temporales o fijas. Todos los días los puestos de comerciantes están girando en diferentes colonias, lo que significa que la rotación de sus productos es constante y la economía local se mantiene durante casi todo el año. Algunas veces se ven afectados por el clima ya que al ser un puesto desmontable con poca firmeza en el suelo; la lluvia, el viento o el frío determinan el tiempo de estancia y de venta de la gente que atiende. 
Para las madres de familia es una buena opción comprar en el tianguis por los precios bajos y la cercanía hacia sus hogares, sin embargo, muchas veces ofrecen descuentos, disfrazando la cantidad y calidad del producto. Aún con esto, existen “puestecitos” que se dedican a vender cosas robadas o de dudosa procedencia que lejos de ser denunciadas, son más llamativas para la gente lo cual motiva a más personas dedicarse a este tipo de actos. 
Específicamente, en Chimalhuacán se pueden encontrar 3 tianguis más conocidos; El de AV. De las Torres, Santa Elena y Los portales. En ellos se encuentran una infinidad de productos como frutas, verduras, carne, mariscos, productos de abarrotes, comida, ropa, venta de mascotas, libros, productos de temporada, cosas usadas, etc. Los días domingo son considerados por las familias para ir de compras y permanecer una buena parte del día en los tianguis.

### Tianguis de Comonfort, Guanajuato
También existe el tianguis de Comonfort, Guanajuato, antes Chamacuero, que significa en lengua purépecha lugar en ruinas. Cuna del ideólogo José María Luis Mora, también en arista #8 en el centro de Comonfort se encuentra la casa donde nació que ahora es un museo local protegido por el INAH, esta ciudad es conocida como pueblo mágico que a través del tiempo sigue conservando su imagen pintoresca de un pueblo tranquilo y con muchas tradiciones, también cuenta con zonas arqueológicas como los cuisillos del cerro de los remedios, la pirámide de orduña, las pinturas rupestres en la peña de Meco y en madre vieja hay informes que hubo un juego de pelota, las culturas prehispánicas que hubo fue la pame, purépecha, chichimecas y otomis. Comonfort es muy rico en historia y tradiciones que atraen a los turistas, Comonfort se encuentra ubicada en un punto medio entre San Miguel Allende y Celaya. Por lo tanto el comercio es la fuente más grande de empleo para los lugareños.

### Tianguis de las Artesanías
Ubicada en la colonia Cuauhtémoc o en la carretera salida a San Miguel de Allende. Todos los días se encuentra abierto los locales desde las 9 a. m. a las 7 p. m. Aquí se puede encontrar el molcajete que es típico de la región porque del cerro de los remedios se extrae la piedra para moldearlos a gusto del cliente. También se venden juguetes de madera y latón, figuras para decorar de diferentes materiales como herrería, alfarería, yeso y cerámica. Hay un pequeño vivero con plantas frutales como la lima, el aguacate criollo y granada entre otro típico de aquí.
Se pueden encontrar desde sombreros de palma, comales de piedra, anafres, gabanes, cinturones de piel, canastos de carrizo hasta muebles de muy buena madera tallada a mano con figuras de soles, lunas, tulipanes, y caballos para todo los gustos. Y si te da hambre, hay locales de comida típica como las enchiladas mineras, gorditas de maíz quebrado, tacos dorados, patitas de puerco en vinagre y las familias las nieves de este lugar. La experiencia de ir a este tianguis en muy bonita pues aquí la gente es muy amable y no es caro por lo tanto vienen gente de otras partes de la república a surtirse hasta de otros países. Pasar por aquí será inolvidable.

### Tianguis en Tabasco
En el estado de Tabasco, ubicado en el sureste del país, los tianguis son populares, principalmente por sus precios bajos, además, la mayoría se caracteriza por elegir uno o dos días fijos a la semana; por eso los lugareños le llaman sobre ruedas a aquellos que sólo se colocan semanalmente, llegan en caravanas, extienden sus mesas y lonas para exponer sus mercancías y se retiran al finalizar el día asignado para venta. Los artículos que más se comercializan es la ropa, zapatos, accesorios y joyería, aunque también hay de productos básicos. Entre los más populares se encuentran:
- Tianguis de frutas y verduras “Jesús Taracena”. Se localiza en el centro de la ciudad de Villahermosa, sobre la Av. Adolfo Ruiz Cortines. Es un tianguis fijo ubicado atrás del Mercado José María Pino Suárez; es el segundo lugar más popular después de la Central de Abasto para la venta de frutas, verduras, alimentos y otros productos perecederos. Habitantes provenientes de los 17 municipios de Tabasco, ofertan lo mejor de cada región en este lugar.

- Tianguis de Tamulté de las Barrancas. Se instalan todos los domingos en el parque. Los vendedores ambulantes ofrecen ropa variada para adultos, niños, adolescentes y grandes; juguetes, películas, joyería de plata y fantasía; ropa de bazar y algunos equipos electrónicos.

- Tianguis de Jalapa: Jalapa es el municipio más pequeño de Tabasco, localizado a 42 kilómetros de la ciudad de Villahermosa. Su tianguis más popular se instala todos los martes en la central camionera. Se ofrece ropa, zapatos, juguetes, etcétera.

- Tianguis de Gaviotas. Ubicado en una de las colonias más populares de Villahermosa, desde hace muchos años se instala todos los sábados y domingos en el Parque de “La mano” y afuera del mercado sobre el Malecón Leandro Rovirosa Wade.

- Tianguis de Cunduacán. Se ubica en el poblado Tulipán, lugar que actualmente se encuentra en crecimiento económico. El tianguis de esta comunidad ofrece ropa variada, accesorios, sábanas y edredones. A pesar de encontrarse a las afueras de la ciudad de Villahermosa, es un lugar muy popular por los precios que maneja.

### Monografías
- Alarcón, Sandra (2008), El tianguis global, Universidad Iberoamericana, col. «Trabajos destacados de titulación de posgrado», 197 p. ISBN 9688596892.
- Contreras Soto, R. (Coord.): (2007) Mercados Itinerantes - Tianguis: La lógica de los mercados, Facultad de Ciencias Administrativas, Universidad de Guanajuato ISBN 8469078755.

### Artículos
- Márquez González, Víctor E. (2001), « Sintesis de la serie: Comercio Informal (enlace roto disponible en Internet Archive; véase el historial, la primera versión y la última). », Instituto Tecnológico y de Estudios Superiores de Occidente, Departamento de Economía, Administración y Mercadología.
- Sánchez, Verenise (2010), « Mercados mexicanos, síntesis y germen de cultura », INAH, 3 de agosto.